# Liste von Kunstwerken im öffentlichen Raum in Ittigen
Dies ist eine Liste von Kunstwerken im öffentlichen Raum in Ittigen. Sie enthält öffentlich zugängliche Objekte in Ittigen (Kanton Bern, Schweiz).
| Foto                             |                 | Objekt                           |  | Typ                  |  |  | Teil von              | Standort                 | Künstler          | Datierung | Beschreibung |
| -------------------------------- | --------------- | -------------------------------- |  | -------------------- |  |  | --------------------- | ------------------------ | ----------------- | --------- | --- |
| ohne Titel                       | Datei hochladen | ohne Titel                       |  | Statuengruppe Bronze |  |  |                       | Worblentalstrasse 68 ·   | Paul Louis Meier  | 1996      | 1998 Teil des Skulpturenwegs Grauholz |
| Installation Gebäudeversicherung | Datei hochladen | Installation Gebäudeversicherung |  | Installation         |  |  |                       | Papiermühlestrasse 130 · | Walter Kretz      | 1992      | |
| Ursus Duo Centum                 | Datei hochladen | Ursus Duo Centum                 |  | Edelstahl            |  |  |                       | Papiermühlestrasse 130 · | Housi Knecht      | 2007      | |
| Grosser Speerwerfer              | Datei hochladen | Grosser Speerwerfer              |  | Statue Bronze        |  |  | Haus des Sports       | Talgut-Zentrum 27 ·      | Marcel Perincioli | 1963      | 1964 am damaligen Haus des Sports an der Laubeggstrasse 70 in Bern errichtet, seit 2007 in Ittigen                                                |
| Statue von Alfred Escher         | Datei hochladen | Statue von Alfred Escher         |  | Statue Holz          |  |  | Bundesamt für Verkehr | Mühlestrasse 6 ·         | Inigo Gheyselinck |           | Alfred Escher sitzend |
| unbekannt                        | Datei hochladen | unbekannt                        |  | Installation         |  |  |                       | Papiermühlestrasse 172 · |                   |           | Fässer neben dem damaligen Hauptsitz des Bundesamtes für Umwelt; nach 2022 Gebäude des Bundesamtes für Zivilluftfahrt                             |
| Moiré-Gitterwandplastik          | Datei hochladen | Moiré-Gitterwandplastik          |  | Plastik Blech        |  |  |                       | Alte Tiefenaustrasse 6 · | Werner Witschi    | 1998      | Serie von fünf unterschiedlichen Moiré-Plastiken an der strassenseitigen Fassade des Swisscom-Hauptsitzes. 1998 Teil des Skulpturenwegs Grauholz. |